# Пєнчиков Данило Олександрович
Данило Олександрович Пєнчиков (рос. Даниил Александрович Пенчиков, нар. 21 березня 1998, Санкт-Петербург, Росія) — російський футболіст, фланговий захисник клубу «Парі Нижній Новгород».

## Ігрова кар'єра
Данило Пєнчиков з чотирирічного віку почав займатися футболом у СДЮШОР «Зеніта». Тричі включався до списку кращих гравців у своїй віковій категорії. У 2016 році разом з командою посів друге місце на турнірі Меморіал Гранаткіна. Тривалий час грав за другу команду «Зеніта».
У лютому 2019 року футболіст підписав контракт з клубом «Том» і чотири сезони провів у ФНЛ.
У липні тренер Олександр Кержаков, з яким футболіст працював в «Томі», покликав Пєнчикова до себе у клуб РПЛ «Парі Нижній Новгород». 1 серпня 2021 року Данило зіграв першу гру у вищому дивізіоні.